# IMAM Ro.57
El IMAM Ro.57 fue un caza monoplano italiano, monoplaza y bimotor, de la Regia Aeronautica. Basado en un diseño de 1939 de Giovanni Galasso, el avión no entró en producción hasta 1943.
Se ordenaron 200 ejemplares, pero solo se produjeron de 50 a 75 aparatos en dos versiones, una volada como interceptor, y la otra como avión de ataque a tierra.

## Diseño y desarrollo

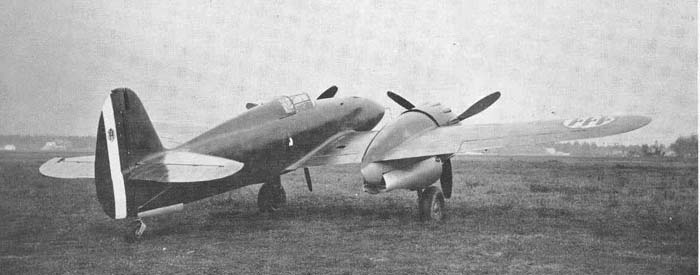
El primer prototipo del Ro.57, MM-407.

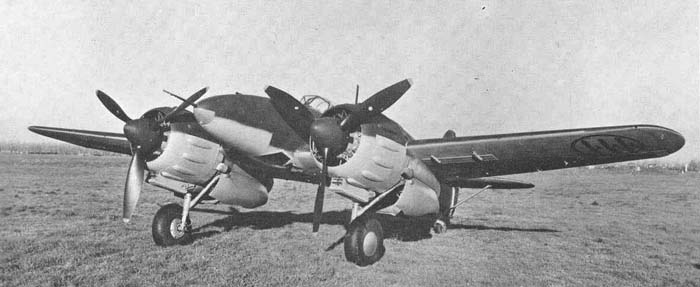
Ro.57bis.

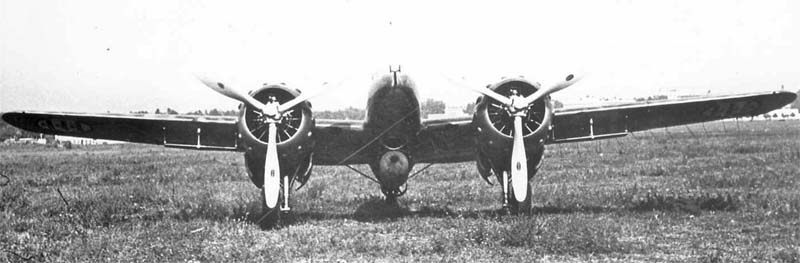
Ro.57bis.

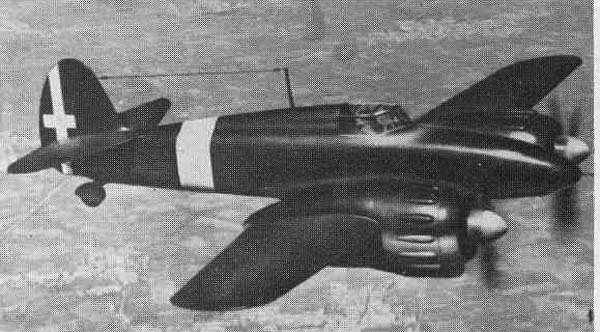
Ro.57bis.

El Ro.57 fue precedido por otro diseño de caza bimotor, el Ro.53, que nunca entró en producción. El Ro.57 consistía en un fuselaje semimonocasco totalmente metálico, con un esqueleto de acero y estructura de duraluminio. Las alas también eran de duraluminio. Estaba propulsado por dos motores radiales Fiat A.74 de 630 kW (840 hp) que le daban una velocidad máxima de 516 km/h, que en 1939 era más rápido que el principal caza italiano, el Macchi C.200 (504 km/h).
Tras ser probado en Guidonia, IMAM propuso que fuera usado como bombardero en picado. Esta transformación, que implicaba la adición de frenos de picado, provisión para 500 kg de bombas y un armamento delantero modificado (añadiendo dos cañones MG 151/20 de 20 mm), llevó su tiempo y retrasó la producción. El avión resultante fue designado Ro.57bis. Las prestaciones cayeron a los 457 km/h de velocidad máxima y a 350 km/h de velocidad de crucero. En 1942 se ordenó poner en producción el Ro.57bis y entró en servicio con el 97° Gruppo en 1943. Se entregaron alrededor de 50-60 aviones.
Se dice que el Ro.57 podía haber sido el interceptor de largo alcance del que Italia careció toda la guerra. Demostró ser demasiado costoso para las armas que podía llevar y nunca fue asignado a una tarea clara. Se desarrolló una versión mejor armada con motores más potentes, como Ro.58.

## Variantes
Ro.57
Caza monoplaza con motores radiales Fiat A.74 y dos ametralladores Breda-SAFAT de 12,7 mm.
Ro.57bis
Variante de bombardeo en picado, equipada con frenos de picado, dos cañones de 20 mm sumados a las armas de 12,7 mm y un soporte para bombas de hasta 499 kg bajo el fuselaje.

## Operadores
Italia
- Regia Aeronautica

## Especificaciones (Ro.57)
Referencia datos: Warplanes of the Second World War, Fighters Volume 2

### Características generales
- Tripulación: Uno (piloto)
- Longitud: 8,8 m (28,9 ft)
- Envergadura: 12,5 m (41 ft)
- Altura: 2,9 m (9,5 ft)
- Superficie alar: 23 m² (247,6 ft²)
- Peso vacío: 3497 kg (7707,4 lb)
- Peso cargado: 5000 kg (11 020 lb)
- Planta motriz: 2× motor radial de 14 cilindros refrigerado por aire Fiat A.74 RC 38.
  - Potencia: 627 kW (864 HP; 853 CV) cada uno.
- Hélices: Tripala metálica de paso variable
- Alargamiento: 6.79

### Rendimiento
- Velocidad máxima operativa (Vno): 501 km/h (311 MPH; 271 kt) a 5000 m (16 404 pies)
- Velocidad crucero (Vc): 390 km/h (242 MPH; 211 kt)
- Alcance: 1200 km (648 nmi; 746 mi)
- Techo de vuelo: 7800 m (25 591 ft)
- Carga alar: 217 kg/m² (44,4 lb/ft²)
- Potencia/peso: 0,25 kW/kg (0,15 hp/lb)
- Tiempo a altitud: 9 min 30 s a 6000 m (19 685 pies)

### Armamento
- Ametralladoras: 

  - 2x Breda-SAFAT de 12,7 mm fijas en el morro
- Bombas: Hasta 500 kg (Ro.57bis)

## Aeronaves relacionadas

### Aeronaves similares
- Westland Whirlwind

### Secuencias de designación
- Secuencia Ro._ (interna de IMAM): ← Ro.43 - Ro.44 - Ro.51 - Ro.57 - Ro.58 - Ro.63